# Sender Eppingen
Der Sender Eppingen ist ein Füllsender für Hörfunk. Er befindet sich etwa zwei Kilometer westlich der Eppinger Innenstadt in unmittelbarer Nähe zur Bundesstraße 293. Es kommt ein freistehender Stahlbetonmast als Antennenträger zum Einsatz.
Von hier aus wird die Stadt Eppingen und die nahe Umgebung mit dem Rundfunkprogramm Radio Ton versorgt.
Bis zur Einführung von DVB-T wurden von diesem Sender die Fernsehprogramme Das Erste (Sendeleistung: 15 W), ZDF (Sendeleistung: 15 W) und SWR Fernsehen (Sendeleistung: 20 W) terrestrisch ausgestrahlt.
Folgendes Hörfunkprogramm wurde bis Mitte 2015 und wird seit 2021 wieder vom Sender Eppingen auf UKW abgestrahlt:
| Frequenz (in MHz) | Programm  | Senderlogo | ERP     |
| ----------------- | --------- | ---------- | ------- |
| 96,8 MHz          | Radio Ton |            | 0,32 kW |